# Окартит
Окартит (рос. окартит; англ. hocartite; нім. Hocartit m) — срібний аналог станіну.

## Загальний опис
Хімічна формула: Ag2FeSnS4. Склад у % (з родов. Такама, Болівія): Ag — 36,0; Sn — 25,0—28,0; Fe — 7,5—7,7; S — 26,0—27,0. Домішки: Zn (4,0—4,2), Cu (1,8).
Сингонія тетрагональна. Форми виділення: мікроскопічні зростання зі станіном, окремі ізольовані зерна (до 1 мм). Часті полісинтетичні двійники. Колір буро-сірий.
Утворюється гідротермальним шляхом. Знайдений разом з вюртцитом і станіном у родов. Такама, Окайа і Колкечака (Болівія), Фурні (Франція).
За прізв. франц. мінералога Р. Окара (Raymond Hocart). (R. Caye, Y.Laurent, P. Picot, R. Pierrot, C. Levy, 1968).